# Bryan Caraway
Bryan Caraway (Yakima, 4 agosto 1984) è un lottatore di arti marziali miste statunitense.
Combatte nella divisione dei pesi gallo per la promozione UFC. Professionista dal 2005, in precedenza ha combattuto anche per le promozioni Strikeforce, EliteXC, WEC.

## Carriera nelle arti marziali miste

### Ultimate Fighting Championship
Affrontò Érik Pérez il 7 giugno 2014 a UFC Fight Night 42, imponendosi tramite sottomissione al secondo round.
Si trovò poi opposto a Raphael Assunção il 4 ottobre in occasione dell'evento UFC Fight Night: MacDonald vs. Saffiedine, al termine del quale fu sconfitto via decisione unanime.
Caraway combatté Eddie Wineland il 25 luglio 2015 a UFC on Fox 16, trionfando via decisione unanime.
Il 29 maggio 2016 affrontò Aljamain Sterling all'evento UFC Fight Night 88. Dopo aver subito l'iniziativa dell'avversario nel primo round, rimontò nelle due riprese successive grazie alla maggiore esperienza nella lotta libera, aggiudicandosi la vittoria per decisione non unanime.